# 2004-es Ázsia-kupa
A 2004-es Ázsia-kupa volt a tizenharmadik kontinentális labdarúgótorna az Ázsia-kupa történetében. A zárókört Kínában rendezték 2004. július 17. és augusztus 7. között. A kupát Japán válogatottja nyerte meg, miután a döntőben 3-1-re legyőzte a házigazda Kínát.

## Résztvevők
A következő 16 csapat kvalifikálta magát a 2004-es Ázsia-kupára:
| A csoport      | B csoport               | C csoport     | D csoport       |
| -------------- | ----------------------- | ------------- | --------------- |
| Bahrein        | Egyesült Arab Emírségek | Irak          | Irán            |
| Indonézia      | Jordánia                | Szaúd-Arábia  | Japán (Címvédő) |
| Katar          | Dél-Korea               | Türkmenisztán | Omán            |
| Kína (Rendező) | Kuvait                  | Üzbegisztán   | Thaiföld        |

## Helyszínek
| Város     | Stadion                             | Befogadóképesség |
| --------- | ----------------------------------- | ---------------- |
| Peking    | Workers Stadion                     | 66 161           |
| Chongqing | Chongqing Olimpiai Sport Center     | 58 680           |
| Jinan     | Shandong Sport Center               | 43 700           |
| Chengdu   | Chengdu Longquanyi Football Stadion | 27 333           |

## Csoportkör
Minden időpont helyi idő szerint értendő. (UTC+8)

### A csoport
| Csapat    | J | Gy | D | V | Rg | Kg | Gk | P |
| --------- | - | -- | - | - | -- | -- | -- | - |
| Kína      | 3 | 2  | 1 | 0 | 8  | 2  | +6 | 7 |
| Bahrein   | 3 | 1  | 2 | 0 | 6  | 4  | +2 | 5 |
| Indonézia | 3 | 1  | 0 | 2 | 3  | 9  | –6 | 3 |
| Katar     | 3 | 0  | 1 | 2 | 2  | 4  | –2 | 1 |

| 2004. július 17. 20:00 |

| Kína                                  | 2–2               | Bahrein               |
| ------------------------------------- | ----------------- | --------------------- |
| Zheng Zhi 58' (11-esből) Li Jinyu 66' | (0–1) Jegyzőkönyv | M. Hubajl 41' Ali 89' |

| Workers Stadion, Peking Nézőszám: 40 000 Játékvezető: Subkhiddin Mohd Salleh (maláj) |

| 2004. július 18. 17:00 |

| Katar           | 1–2               | Indonézia                 |
| --------------- | ----------------- | ------------------------- |
| M. Mohammed 83' | (0–1) Jegyzőkönyv | Sudarsono 26' Astaman 48' |

| Workers Stadion, Peking Nézőszám: 5 000 Játékvezető: Maszud Morádi (iráni) |

| 2004. július 21. 18:30 |

| Bahrein         | 1–1               | Katar               |
| --------------- | ----------------- | ------------------- |
| M. Hubajl 90+1' | (0–0) Jegyzőkönyv | Rizk 59' (11-esből) |

| Workers Stadion, Peking Nézőszám: 48 000 Játékvezető: Kamikava Tóru (japán) |

| 2004. július 21. 21:00 |

| Indonézia | 0–5               | Kína                                                     |
| --------- | ----------------- | -------------------------------------------------------- |
|           | (0–2) Jegyzőkönyv | Shao Jiayi 25' 66' Hao Haidong 40' Li Ming 51' Li Yi 80' |

| Workers Stadion, Peking Nézőszám: 48 000 Játékvezető: Talát Nadzsm (libanoni) |

| 2004. július 25. 19:00 |

| Kína           | 1–0               | Katar |
| -------------- | ----------------- | ----- |
| Xu Yunlong 77' | (0–0) Jegyzőkönyv |       |

| Workers Stadion, Peking Nézőszám: 60 000 Játékvezető: Maszud Morádi (iráni) |

| 2004. július 25. 19:00 |

| Bahrein                          | 3–1               | Indonézia |
| -------------------------------- | ----------------- | --------- |
| Ali 43' A. Hubajl 57' Júszef 82' | (1–0) Jegyzőkönyv | Aiboy 75' |

| Shandong Sport Center, Jinan Nézőszám: 20 000 Játékvezető: Coffi Codjia (benini) |

### B csoport
| Csapat                  | J | Gy | D | V | Rg | Kg | Gk | P |
| ----------------------- | - | -- | - | - | -- | -- | -- | - |
| Dél-Korea               | 3 | 2  | 1 | 0 | 6  | 0  | +6 | 7 |
| Jordánia                | 3 | 1  | 2 | 0 | 2  | 0  | +2 | 5 |
| Kuvait                  | 3 | 1  | 0 | 2 | 3  | 7  | –4 | 3 |
| Egyesült Arab Emírségek | 3 | 0  | 1 | 2 | 1  | 5  | –4 | 1 |

| 2004. július 19. 18:30 |

| Dél-Korea | 0–0         | Jordánia |
| --------- | ----------- | -------- |
|           | Jegyzőkönyv |          |

| Shandong Sport Center, Csinan Nézőszám: 26 000 Játékvezető: Shamsul Maidin (szingapúri) |

| 2004. július 19. 21:00 |

| Kuvait                                       | 3–1               | Egyesült Arab Emírségek |
| -------------------------------------------- | ----------------- | ----------------------- |
| Bassár Abdulláh 24' Mutva 39' (11-esből) 45' | (3–0) Jegyzőkönyv | Rásid 47'               |

| Shandong Sport Center, Csinan Nézőszám: 31 250 Játékvezető: Nászer al-Hamdán (Szaúd-arábiai) |

| 2004. július 23. 18:30 |

| Jordánia               | 2–0               | Kuvait |
| ---------------------- | ----------------- | ------ |
| Szaad 90+2' Zbún 90+3' | (0–0) Jegyzőkönyv |        |

| Shandong Sport Center, Csinan Nézőszám: 28 000 Játékvezető: Lu Csün (kínai) |

| 2004. július 23. 21:00 |

| Egyesült Arab Emírségek | 0–2               | Dél-Korea                             |
| ----------------------- | ----------------- | ------------------------------------- |
|                         | (0–1) Jegyzőkönyv | Lee Dong-Gook 41' Ahn Jung-Hwan 90+1' |

| Shandong Sport Center, Csinan Nézőszám: 30 000 Játékvezető: Ravshan Ermatov (üzbég) |

| 2004. július 27. 19:00 |

| Jordánia | 0–0         | Egyesült Arab Emírségek |
| -------- | ----------- | ----------------------- |
|          | Jegyzőkönyv |                         |

| Workers Stadion, Peking Nézőszám: 25 000 Játékvezető: Talát Nadzsm (libanoni) |

| 2004. július 27. 19:00 |

| Dél-Korea                                               | 4–0               | Kuvait |
| ------------------------------------------------------- | ----------------- | ------ |
| Lee Dong-Gook 25' 41' Cha Du-Ri 45+1' Ahn Jung-Hwan 75' | (3–0) Jegyzőkönyv |        |

| Shandong Sport Center, Csinan Nézőszám: 15 000 Játékvezető: Shamsul Maidin (szingapúri) |

### C csoport
| Csapat        | J | Gy | D | V | Rg | Kg | Gk | P |
| ------------- | - | -- | - | - | -- | -- | -- | - |
| Üzbegisztán   | 3 | 3  | 0 | 0 | 3  | 0  | +3 | 9 |
| Irak          | 3 | 2  | 0 | 1 | 5  | 4  | +1 | 6 |
| Türkmenisztán | 3 | 0  | 1 | 2 | 4  | 6  | –2 | 1 |
| Szaúd-Arábia  | 3 | 0  | 1 | 2 | 3  | 5  | –2 | 1 |

| 2004. július 18. 18:45 |

| Szaúd-Arábia              | 2–2               | Türkmenisztán                |
| ------------------------- | ----------------- | ---------------------------- |
| Kahtáni 9' (11-esből) 59' | (1–1) Jegyzőkönyv | N. Bayramov 6' Kuliyev 90+3' |

| Sichuan Longquanyi Stadium, Chengdu Nézőszám: 12 400 Játékvezető: Chaiwat Kunsata (thaiföldi) |

| 2004. július 18. 21:15 |

| Irak | 0–1               | Üzbegisztán |
| ---- | ----------------- | ----------- |
|      | (0–1) Jegyzőkönyv | Qosimov 21' |

| Sichuan Longquanyi Stadium, Chengdu Nézőszám: 12 400 Játékvezető: Kwon Jong-Chul (Dél-koreai) |

| 2004. július 22. 18:30 |

| Türkmenisztán                | 2–3               | Irak                                                   |
| ---------------------------- | ----------------- | ------------------------------------------------------ |
| V. Bayramov 14' Kuliyyew 85' | (1–1) Jegyzőkönyv | Havár Mohammed 12' Razzák Farhán 80' Kuszajj Munír 88' |

| Sichuan Longquanyi Stadium, Chengdu Nézőszám: 22 000 Játékvezető: Szaad Kamíl al-Fadli (kuvaiti) |

| 2004. július 22. 21:00 |

| Üzbegisztán  | 1–0               | Szaúd-Arábia |
| ------------ | ----------------- | ------------ |
| Geynrikh 13' | (1–0) Jegyzőkönyv |              |

| Sichuan Longquanyi Stadium, Chengdu Nézőszám: 22 000 Játékvezető: Coffi Codjia (benini) |

| 2004. július 26. 19:00 |

| Szaúd-Arábia  | 1–2               | Irak                              |
| ------------- | ----------------- | --------------------------------- |
| Montasari 57' | (0–0) Jegyzőkönyv | Nasat Akram 51' Júnisz Mahmúd 86' |

| Sichuan Longquanyi Stadium, Chengdu Nézőszám: 15 000 Játékvezető: Kwon Jong-Chul (Dél-koreai) |

| 2004. július 26. 19:00 |

| Türkmenisztán | 0–1               | Üzbegisztán |
| ------------- | ----------------- | ----------- |
|               | (0–0) Jegyzőkönyv | Qosimov 58' |

| Chongqing Olimpiai Sport Center, Chongqing Nézőszám: 34 000 Játékvezető: Mohammed Kúsza (szíriai) |

### D csoport
| Csapat   | J | Gy | D | V | Rg | Kg | Gk | P |
| -------- | - | -- | - | - | -- | -- | -- | - |
| Japán    | 3 | 2  | 1 | 0 | 5  | 1  | +4 | 7 |
| Irán     | 3 | 1  | 2 | 0 | 5  | 2  | +3 | 5 |
| Omán     | 3 | 1  | 1 | 1 | 4  | 3  | +1 | 4 |
| Thaiföld | 3 | 0  | 0 | 3 | 1  | 9  | –8 | 0 |

| 2004. július 20. 18:00 |

| Japán        | 1–0               | Omán |
| ------------ | ----------------- | ---- |
| Nakamura 33' | (1–0) Jegyzőkönyv |      |

| Chongqing Olimpiai Sport Center, Chongqing Nézőszám: 35 000 Játékvezető: Mark Shield (ausztrál) |

| 2004. július 20. 20:30 |

| Irán                                        | 3–0               | Thaiföld |
| ------------------------------------------- | ----------------- | -------- |
| Enájati 71' Nekunám 80' Dáji 86' (11-esből) | (0–0) Jegyzőkönyv |          |

| Chongqing Olimpiai Sport Center, Chongqing Nézőszám: 37 000 Játékvezető: Mohammad Kúsza (szíriai) |

| 2004. július 24. 18:00 |

| Omán           | 2–2               | Irán                      |
| -------------- | ----------------- | ------------------------- |
| Hoszni 31' 40' | (2–0) Jegyzőkönyv | Karimi 61' Noszrati 90+4' |

| Chongqing Olimpiai Sport Center, Chongqing Nézőszám: 35 000 Játékvezető: Abd ar-Rahmán ad-Dílavar (bahreini) |

| 2004. július 24. 20:30 |

| Thaiföld      | 1–4               | Japán                                      |
| ------------- | ----------------- | ------------------------------------------ |
| Suksomkit 12' | (1–1) Jegyzőkönyv | Nakamura 21' Nakazava 57' 87' Fukunisi 68' |

| Chongqing Olimpiai Sport Center, Chongqing Nézőszám: 45 000 Játékvezető: Faríd al-Marzúki (Arab emírségekbeli) |

| 2004. július 28. 18:15 |

| Omán                                 | 2–0               | Thaiföld |
| ------------------------------------ | ----------------- | -------- |
| Viwatchaichok 15' (öngól) Hoszni 49' | (1–0) Jegyzőkönyv |          |

| Sichuan Longquanyi Stadion, Chengdu Nézőszám: 13 000 Játékvezető: Lu Csün (kínai) |

| 2004. július 28. 18:15 |

| Japán | 0–0         | Irán |
| ----- | ----------- | ---- |
|       | Jegyzőkönyv |      |

| Chongqing Olimpiai Sportközpont, Chongqing Nézőszám: 52 000 Játékvezető: Mark Shield (ausztrál) |

## Egyenes kieséses szakasz

### Negyeddöntő
| 2004. július 30. 18:00 |

| Üzbegisztán                                 | 2–2 (h. u.)       | Bahrein                           |
| ------------------------------------------- | ----------------- | --------------------------------- |
| Geynrikh 60' Shishelov 86'                  | (0–0) Jegyzőkönyv | A. Hubajl 71' 76'                 |
| Büntetőpárbaj                               |                   |                                   |
| Fyodorov Djeperov Geynrikh Bikmoev Koshelev | 3–4               | Ali Dzsumaa Bába Farhán A. Hubajl |

| Sichuan Longquanyi Stadion, Chengdu Nézőszám: 18 000 Játékvezető: Kwon Jong-Chul (Dél-koreai) |

| 2004. július 30. 21:00 |

| Kína                                                 | 3–0               | Irak |
| ---------------------------------------------------- | ----------------- | ---- |
| Hao Haidong 8' Zheng Zhi 81' (11-esből) 90+2' (pen.) | (1–0) Jegyzőkönyv |      |

| Workers Stadion, Peking Nézőszám: 60 000 Játékvezető: Shamsul Maidin (szingapúri) |

| 2004. július 31. 18:00 |

| Japán                                                   | 1–1 (h. u.)       | Jordánia                                          |
| ------------------------------------------------------- | ----------------- | ------------------------------------------------- |
| Szuzuki 14'                                             | (1–1) Jegyzőkönyv | Selbáje 11'                                       |
| Büntetőpárbaj                                           |                   |                                                   |
| Nakamura Alex Fukunisi Nakata Szuzuki Nakazava Mijamoto | 4–3               | Abu Zema Avadát Akl Sbúl Ibráhím Zbún Bani Jászín |

| Chongqing Olimpiai Sport Center, Chongqing Nézőszám: 52 000 Játékvezető: Subkhiddin Mohd Salleh (maláj) |

| 2004. július 31. 21:00 |

| Dél-Korea                                          | 3–4               | Irán                                         |
| -------------------------------------------------- | ----------------- | -------------------------------------------- |
| Seol Ki-Hyeon 16' Lee Dong-Gook 25' Kim Nam-Il 68' | (2–2) Jegyzőkönyv | Karimi 10' 20' 77' Park Jin-Seop 51' (öngól) |

| Shandong Sport Center, Jinan Nézőszám: 20 000 Játékvezető: Szaad Kamíl al-Fadli (kuvaiti) |

### Elődöntő
| 2004. augusztus 3. 18:00 |

| Bahrein                     | 3–4 (h. u.)       | Japán                                  |
| --------------------------- | ----------------- | -------------------------------------- |
| A. Hubajl 7' 71' Nászer 85' | (1–0) Jegyzőkönyv | Nakata 48' Tamada 55' 93' Nakazava 90' |

| Shandong Sport Center, Jinan Nézőszám: 32 000 Játékvezető: Shamsul Maidin (szingapúri) |

| 2004. augusztus 3. 21:00 |

| Kína                                                   | 1–1 (h. u.)       | Irán                                        |
| ------------------------------------------------------ | ----------------- | ------------------------------------------- |
| Shao Jiayi 18'                                         | (1–1) Jegyzőkönyv | Alavi 38'                                   |
| Büntetőpárbaj                                          |                   |                                             |
| Zheng Zhi Zhao Junzhe Li Xiaopeng Sun Xiang Shao Jiayi | 4–3               | Dáji Mahdavikia Nekunám Mobali Golmohammadi |

| Workers Stadion, Peking Nézőszám: 55 000 Játékvezető: Talát Nadzsm (libanoni) |

### 3. helyért
| 2004. augusztus 6. 20:00 |

| Irán                                          | 4–2               | Bahrein               |
| --------------------------------------------- | ----------------- | --------------------- |
| Nekunám 9' Karimi 52' Dáji 80' (11-esből) 90' | (1–0) Jegyzőkönyv | Júszef 48' Farhán 57' |

| Workers Stadion, Peking Nézőszám: 10 000 Játékvezető: Faríd al-Marzúki (Arab emírségekbeli) |

### Döntő
| 2004. augusztus 7. 20:00 |

| Kína        | 1–3               | Japán                                |
| ----------- | ----------------- | ------------------------------------ |
| Li Ming 31' | (1–1) Jegyzőkönyv | Fukunisi 22' Nakata 65' Tamada 90+1' |

| Workers Stadion, Peking Nézőszám: 62 000 Játékvezető: Szaad Kamíl al-Fadli (kuvaiti) |

## Győztes
| A 2004-es Ázsia-kupa győztese |
| ----------------------------- |
| JAPÁN 3. cím                  |

## Díjak
| Legértékesebb játékos | Gólkirályok           | Fair Play díj |
| --------------------- | --------------------- | ------------- |
| Nakamura Sunszuke     | Alá Hubajl Ali Karimi | Kína          |

### All-Star válogatott
| Kapusok            | Hátvédek                                     | Középpályások                                         | Csatárok                               |
| ------------------ | -------------------------------------------- | ----------------------------------------------------- | -------------------------------------- |
| Kavagucsi Josikacu | Mijamoto Cunejaszu Nakazava Júdzsi Zheng Zhi | Nakamura Sunszuke Shao Jiayi Zhao Junzhe Talál Júszef | Alá Hubajl Ali Karimi Mehdi Mahdavikia |

## Gólszerzők
| 5 gólos - Alá Hubajl - Ali Karimi 4 gólos - Lee Dong-Gook 3 gólos - Shao Jiayi - Zheng Zhi - Ali Dáji - Nakazava Júdzsi - Tamada Keidzsi - Imád al-Hoszni 2 gólos - Huszajn Ali - Mohammed Hubajl - Talál Júszef - Hao Haidong - Li Ming - Dzsavád Nekunám - Fukunisi Takasi - Nakamura Sunszuke - Nakata Kódzsi - Ahn Jung-Hwan - Badr al-Mutva - Jászer al-Kahtáni - Begençmuhammet Kulyýew - Alexander Geynrikh - Mirjalol Qosimov | 1 gólos - Száleh Ahmed Farhán - Duajdzs Nászer - Li Jinyu - Li Yi - Xu Yunlong - Elie Aiboy - Ponaryo Astaman - Budi Sudarsono - Mohammad Alavi - Rezá Enájati - Mohammad Noszrati - Nasat Akram - Razzák Farhán - Júnisz Mahmúd - Havár Mulla Mohammed - Kuszajj Munír - Szuzuki Takajuki - Anas az-Zbún - Háled Szaad - Mahmúd Selbáje - Cha Du-Ri - Seol Ki-Hyeon - Kim Nam-Il - Bassár Abdulláh - Mádzsid Mohammed - Veszám Rizk - Hamad al-Montasari - Sutee Suksomkit - Nazar Bayramov - Vladimir Bayramov - Mohammed Rásid - Vladimir Shishelov Öngólos - Park Jin-Seop (1) (Irán ellen) - Rangsan Viwatchaichok (1) (Omán ellen) |